# Wil (Zurich)
Pour les articles homonymes, voir Wil.
Wil est une commune suisse du canton de Zurich.

Vue aérienne (1958).